# 대한민국 민법 제214조
대한민국 민법 제214조는 소유물방해제거청구권, 소유물방해예방청구권에 대한 민법 물권법 조문이다.

## 조문
민법 제214조 [소유물방해제거, 방해예방청구권]
소유자는 소유권을 방해하는 자에 대하여 방해의 제거를 청구할 수 있고 소유권을 방해할 염려가 있는 행위를 하는 자에 대하여 그 예방이나 손해배상의 담보를 청구할 수 있다.

第214條(所有物妨害除去, 妨害豫防請求權) 所有者는 所有權을 妨害하는 者에 對하여 妨害의 除去를 請求할 수 있고 所有權을 妨害할 念慮있는 行爲를 하는 者에 對하여 그 豫防이나 損害賠償의 擔保를 請求할 수 있다.

## 사례
- 천성산에 있는 사찰들, 도룡뇽과, 천성산의 자연보전을 위하여 설립된 단체인 도룡뇽의 친구들이 천성산을 관통하는 터널의 공사금지가처분을 신청한 도룡뇽 사건에서 소유자의 환경이익을 침해하는 경우에 소유자는 민법 제214조와 제217조 제1항에 기하여 환경이익의 침해를 예방할 수 있는 적절한 조치를 취할 것을 청구하거나 환경을 침해하는 공사의 중지 등을 청구할 수 있는데 환경영향평가를 하는 것이 제214조의 소유물에 대한 방해를 예방하기 위한 조치 또는 제217조 제1항의 “적당한 조처”에 해당한다고 볼 수 있는지, 따라서 소유자가 사법상의 권리로서 환경영향평가를 실시하라고 청구할 수 있는지는 의문이다.[1]
- 단독 주택 소유자 민수는 주택 바로 옆에서 아파트 공사를 하고 있어서 소음과 지반침하, 일조권 침해 등 많은 피해가 예상되었다. 민수는 민법 제214조에 의거 법률의 범위 내에서 그 사유물을 사용ㆍ수익ㆍ처분할 권리가 있을 뿐만 아니라 소유권을 방해하는 자에 대하여 방해의 제거를 청구할 수 있고, 소유권을 방해할 염려가 있는 행위를 하는 자에 대하여 그 예방이나 손해배상의 담보를 청구할 수 있다.[2]또한 민수는 민법 제214조 및 제217조에 근거하여 건물이 완공되기 전에 건물의 건축 금지 등을 구할 수도 있다.[3]
- 철수는 야산을 소유하고 있는데 산에는 관리가 되지 않고 있는 분묘가 많아 골치가 아팠다. 이 경우 철수는 민법 제214조에서 규정한 소유물방해제거청구권을 행사하여 분묘굴 이장 및 토지인도청구소송을 통하여 분묘를 이전시킬 수 있다.[4]

## 판례
- 건물철거는 그 소유권의 종국적 처분에 해당하는 사실행위이므로 원칙으로는 그 소유자(등기명의자)에게만 그 철거처분권이 있다고 할 것이나 그 건물을 매수하여 점유하고 있는 자는 등기부상 아직 소유자로서의 등기명의가 없다 하더라도 그 권리의 범위내에서 그 점유중인 건물에 대하여 법률상 또는 사실상 처분을 할 수 있는 지위에 있고 그 건물이 건립되어 있어 불법으로 점유를 당하고 있는 토지소유자는 위와 같은 지위에 있는 건물점유자에게 그 철거를 구할 수 있다.[5]
- 토지의 매수인이 아직 소유권이전등기를 경료받지 아니하였다 하여도 매매계약의 이행으로 그 토지를 인도받은 때에는 매매계약의 효력으로서 이를 점유사용할 권리가 생기게 된 것으로 보아야 하고 또 매수인이 그 토지 위에 건축한 건물을 취득한 자는 그 토지에 대한 매수인의 위와 같은 점유사용권까지 아울러 취득한 것으로 봄이 상당하므로 매도인은 매매계약의 이행으로서 인도한 토지 위에 매수인이 건축한 건물을 취득한 자에 대하여 토지소유권에 기한 물권적청구권을 행사할 수 없다.[6]
- 등기부상 진실한 소유자의 소유권에 방해가 되는 불실등기가 존재하는 경우에 그 등기명의인이 허무인인 때에는 소유자는 그와 같은 허무인 명의로 등기행위를 한 자에 대하여 소유권에 기한 방해배제로서 등기행위자를 표상하는 허무인 명의등기의 말소를 구할 수 있다.[7]
- 명의신탁이 해지된 경우 신탁자는 수탁자에 대하여 소유권에 기하여 등기관계를 실체적 권리관계에 부합하도록 하기 위하여 수탁자 명의의 등기말소를 청구할 수 있는 것이며, 반드시 소유권이전등기만을 청구할 수 있는 것은 아니다.[8]
- 착오로 작성된 지적도는 지적법 제38조에 따른 정정의 대상에 불과하여 이에 기초하여 경료된 소유권이전등기는 지적도의 기재에도 불구하고 착오로 기재된 부분을 제외한 정당한 토지만을 표상한다고 보아야 한다.[9]
- 진정한 등기명의의 회복을 위한 소유권이전등기청구는 자기 명의로 소유권을 표상하는 등기가 되어 있었거나 법률에 의하여 소유권을 취득한 진정한 소유자가 그 등기명의를 회복하기 위한 방법으로 그 소유권에 기하여 현재의 등기명의인을 상대로 진정한 등기명의의 회복을 원인으로 한 소유권이전등기절차의 이행을 구하는 것이다.[10]
- 소유물방해예방청구권은 방해의 발생을 기다리지 않고 현재 예방수단을 취할 것을 인정하는 것이므로, 그 방해의 염려가 있다고 하기 위하여는 방해예방의 소에 의하여 미리 보호받을 만한 가치가 있는 것으로서 객관적으로 근거 있는 상당한 개연성을 가져야 할 것이고 관념적인 가능성만으로는 이를 인정할 수 없다.[11]
- 소유물방해예방청구권은 방해의 발생을 기다리지 않고 현재 예방수단을 취할 것을 인정하는 것이므로, 그 방해의 염려가 있다고 하기 위하여는 방해예방의 소에 의하여 미리 보호받을 만한 가치가 있는 것으로서 객관적으로 근거 있는 상당한 개연성을 가져야 할 것이고 관념적인 가능성만으로는 이를 인정할 수 없다.[12]
- 인격권은 그 성질상 일단 침해된 후의 구제수단(금전배상이나 명예회복 처분 등)만으로는 그 피해의 완전한 회복이 어렵고 손해전보의 실효성을 기대하기 어려우므로, 인격권 침해에 대하여는 사전(예방적) 구제수단으로 침해행위 정지·방지 등의 금지청구권도 인정된다는 이유로 광고중지 청구를 인정한 원심판결을 수긍한 사례.[13]

- 건물이 그 존립을 위한 토지사용권을 갖추지 못하여 토지의 소유자가 건물의 소유자에 대하여 당해 건물의 철거 및 그 대지의 인도를 청구할 수 있는 경우에라도 건물소유자가 아닌 사람이 건물을 점유하고 있다면 토지소유자는 그 건물 점유를 제거하지 아니하는 한 위의 건물 철거 등을 실행할 수 없다. 따라서 그때 토지소유권은 위와 같은 점유에 의하여 그 원만한 실현을 방해당하고 있다고 할 것이므로, 토지소유자는 자신의 소유권에 기한 방해배제로서 건물점유자에 대하여 건물로부터의 퇴출을 청구할 수 있다[14]

## 같이 보기
- 말소등기청구
- 방해배제청구권
- 소유권